# Moezilla

Don't touch the red panda!的封面

Moezilla（日语：もえじら）是日本的一個創作出擬人化美少女的同人誌團體的名稱，於2005年的冬季Comic Market所發表的十八禁同人漫畫《Don't touch the red panda!》中出現。

## 簡介
Moezilla，一如OS娘一樣，係以電腦軟體作為擬人化的對象，他們針對的是Mozilla基金會所開發的軟體，將日文的(Moe)與Mozilla合成為Moezilla，以表示萌化的Mozilla軟體。與OS娘一樣，這些人物也都畫成女性，以日本女性常取的XX子（XX-Ko）為名字（Nvu及Opera為例外）。不過Moezilla與雙葉頻道（双葉☆ちゃんねる）並沒有任何關係。而之名又是從日本的Mozilla社群來的。

## 人物

### Firefox子
Firefox子（ふぉくす子，「火狐娘」）是針對Mozilla Firefox瀏覽器所創作的擬人化角色，人物造型頗類似日本廟宇的赤狐石像，她有一對日本漫畫常見的獸耳。顏色的搭配也與Firefox標誌類似。

### Thunderbird子
Thunderbird子（さんだば子，「雷鳥娘」）是針對Mozilla Thunderbird這套電子郵件軟體所做的擬人化角色，她是Firefox子的好朋友。她的造型類似電話接線生，總是帶著鍵盤和螢幕。手裡常拿著信件。與Firefox子一樣，顏色的搭配Thunderbird標誌類似。

### SeaMonkey子
SeaMonkey是一套源自Mozilla的瀏覽器（包含網頁瀏覽、電子郵件、新聞群組），而SeaMonkey子則是它的擬人化角色。

### Nvu大姐
Nvu是Mozilla基金會出品的網頁編輯程式，而Nvu大姐（Nvuおねーさん）則是該程式的擬人化角色。

### Øpera娘
Øpera娘是根據Lawrence Eng所建議而創造出來的Opera瀏覽器擬人化角色，但Opera瀏覽器並非Mozilla基金會的軟體。Øpera娘被塑造成一個高雅但平易近人的淑女，有著一頭銀灰色的頭髮，戴著紫色的帽子，帽子上面有Opera的紅色Ø標誌。

## 外部連結
- Moezilla 官方網站（页面存档备份，存于）
- 動漫畫家筆下的Firefox子、Thunderbird子或Opera娘的吉祥物：
  - CornerValley（页面存档备份，存于） — karokaro
  - inugamix（页面存档备份，存于）
- Firefox子與Thunderbird子的漫畫（页面存档备份，存于）
- Nvu大姐
  - HappyDeath-Nvu姐さん／擬人化
- Opera娘
  - http://www.cjas.org/~leng/opera.htm（页面存档备份，存于）
  - http://www.pandora.nu/tempo-depot/notes/The_other_side/Graffiti/d050113.htm[永久]
  - http://orera.g.hatena.ne.jp/keyword/%E3%81%8A%E3%81%BA%E3%82%89%E3%81%9F%E3%82%93 （页面存档备份，存于）
  - https://web.archive.org/web/20060603220116/http://haruka.saiin.net/~ryukaku/img/jhg350_2.jpg
  - https://web.archive.org/web/20060613082918/http://cornervalley.net/illust/pbbs/20050424.htm
  - http://www.pandora.nu/tempo-depot/notes/The_other_side/Graffiti/d050422.htm[永久]

[1][2][3]